# Tipula (Pterelachisus) pseudopruinosa
Tipula (Pterelachisus) pseudopruinosa is een tweevleugelige uit de familie langpootmuggen (Tipulidae). De soort komt voor in het Palearctisch gebied.